# Miles Bridges
Miles Emmanuel Bridges (ur. 21 marca 1998 we Flint) – amerykański koszykarz, występujący na pozycjach niskiego lub silnego skrzydłowego, od 2023 zawodnik Charlotte Hornets.
Wystąpił w trzech meczach gwiazd szkół średnich – McDonalds All-American (2016), Jordan Brand Classic (2016), Nike The Trip (2015). W 2015 został zdobył brązowy medal podczas turnieju Nike Global Challenge, zaliczono go także do I składu imprezy. W 2016 został wybrany do II składu USA Today's All-USA.

## Osiągnięcia
Stan na 17 września 2023, na podstawie, o ile nie zaznaczono inaczej.
NCAA
- Uczestnik rozgrywek turnieju NCAA (2017, 2018)
- Mistrz sezonu zasadniczego Big 10 (2018)
- Najlepszy pierwszoroczny zawodnik Big 10 (2017)[3]
- Zaliczony do:
  - I składu:
    - Big 10 (2018)
    - najlepszych pierwszorocznych zawodników Big 10 (2017)

  - II składu:
    - All-American (2018)
    - Big 10 (2017)
- Zawodnik tygodnia Big Ten (12.02.2018, 26.12.2017)
- Najlepszy pierwszoroczny zawodnik Big Ten (20.02.2017, 30.01.2017, 16.01.2017, 29.11.2016, 14.11.2016)

NBA
- MVP Rising Stars Challenge (2020)[4]
- Uczestnik konkursu wsadów NBA (2019)